# Flotte de la zone sud-est
La flotte de la zone sud-est (南東方面艦隊, Nantō Hōmen Kantai) est une flotte de la marine impériale japonaise créée pendant la Seconde Guerre mondiale.

## Histoire
La flotte de la zone sud-est était un commandement opérationnel de la marine impériale japonaise combinant les éléments de surface restants de la 8e flotte, de la 11e flotte aérienne, et l'unité de base spéciale n ° 5. La flotte de la zone sud-est a été créée le 24 décembre 1942, pendant les dernières semaines de la campagne de Guadalcanal, et s'était établie à Rabaul, en Nouvelle-Bretagne.
En février 1944, après de lourdes pertes lors de la campagne des îles Salomon, la plupart des forces aériennes japonaises de surface et navales se retirèrent de Rabaul à Truk, dans les îles Caroline. Cependant, faute de moyens de transport, la majeure partie du personnel du quartier général de la flotte de la zone sud-est fut abandonnée à Rabaul, ainsi que les éléments survivants de la 8e armée régionale de l'armée impériale japonaise, et fut isolée jusqu'à la fin de la guerre.

## Commandants de la flotte sud-est
Commandant en chef
|   | Rang        | Nom            | Date                                |
| - | ----------- | -------------- | ----------------------------------- |
| 1 | Vice-amiral | Jinichi Kusaka | 24 décembre 1942 - 6 septembre 1945 |

Chefs d'État-major
|   | Rang          | Nom                | Date                               |
| - | ------------- | ------------------ | ---------------------------------- |
| 1 | Vice-amiral   | Yoshimasa Nakahara | 24 déc 1942-29 novembre 1943       |
| 2 | Vice-amiral   | Ryunosuke Kusaka   | 29 novembre 1943 - 6 avril 1944    |
| 3 | Contre-amiral | Sadatoshi Tomioka  | 6 avril 1944 - 7 novembre 1944     |
| 4 | Vice-amiral   | Naosaburo Irifune  | 7 novembre 1944 - 6 septembre 1945 |